# Nowhere Man (EP)
Nowhere Man è il 12° EP dei Beatles pubblicato l'8 luglio 1966. L'EP venne fatto uscire solo in formato mono. Tutti e quattro i brani presenti nel disco erano stati già precedentemente pubblicati nell'album Rubber Soul.

## Tracce
Testi e musiche di John Lennon e Paul McCartney.
1. Nowhere Man – 2:44
2. Drive My Car – 2:25
3. Michelle – 2:40
4. You Won't See Me – 3:22

## Musicisti
- George Harrison — chitarra solista, cori
- John Lennon — voce, chitarra acustica
- Paul McCartney — voce, basso
- Ringo Starr — batteria, percussioni